# پاشاکلا (دودانگه)
پاشاکلا، روستایی است از توابع بخش دودانگه شهرستان ساری در استان مازندران ایران.

## جمعیت
این روستا در دهستان فریم قرار دارد و براساس آخرین سرشماری مرکز آمار ایران که در سال ۱۴۰۰ صورت گرفته، جمعیت آن ۵۰ نفر(۳۳خانوار) بوده‌است.

## موقعیت جغرافیائی
این روستا در فاصله ۶۴ کیلومتری جنوب ساری، و در ۱۰ کیلومتری غرب فریم شهر «مرکز دودانگه» و در دهستان بندرج «بندوار» قرار دارد، که از غرب با روستای قارن‌سرا از جنوب با شلیمک، امامزاده علی، بیشه‌کلا، از شرق با مرگاو سفلی، مرگاو علیا، از شمال به جنگل ختم می‌شود.

## تاریخچه
فاصله ۳ کیلومتری از برج رسکت و منطقه تاریخی دوآلم و فاصله ۵ کیلومتری از روستای تاریخی قارن سرا، موقعیت استراتژی در تنها مسیر دو برج باوندیان برج رسکت و برج لاجیم 
وجود گورهای زرتشتی، و زاغه‌های قدیمی نشانگر قدمت این روستا از حدود ۲۵۰۰ سال پیش میباشد
منطقه پَریم و روستاهای دودانگه متاثر از تمدن و آداب پارتیان (اشکانیان) در دامغان ( صد دروازه )میباشند  
روستای فعلی حدود ۵۰۰ تا ۷۰۰ سال قدمت دارد که حدود ۴۰۰ سال پیش در دوران صفویه به این نام شهرت یافت.
چند خانه قدیمی در روستا وجود دارد که بر اساس معماری و مصالح بین ۲۰۰ تا ۴۰۰ سال قدمت دارند 

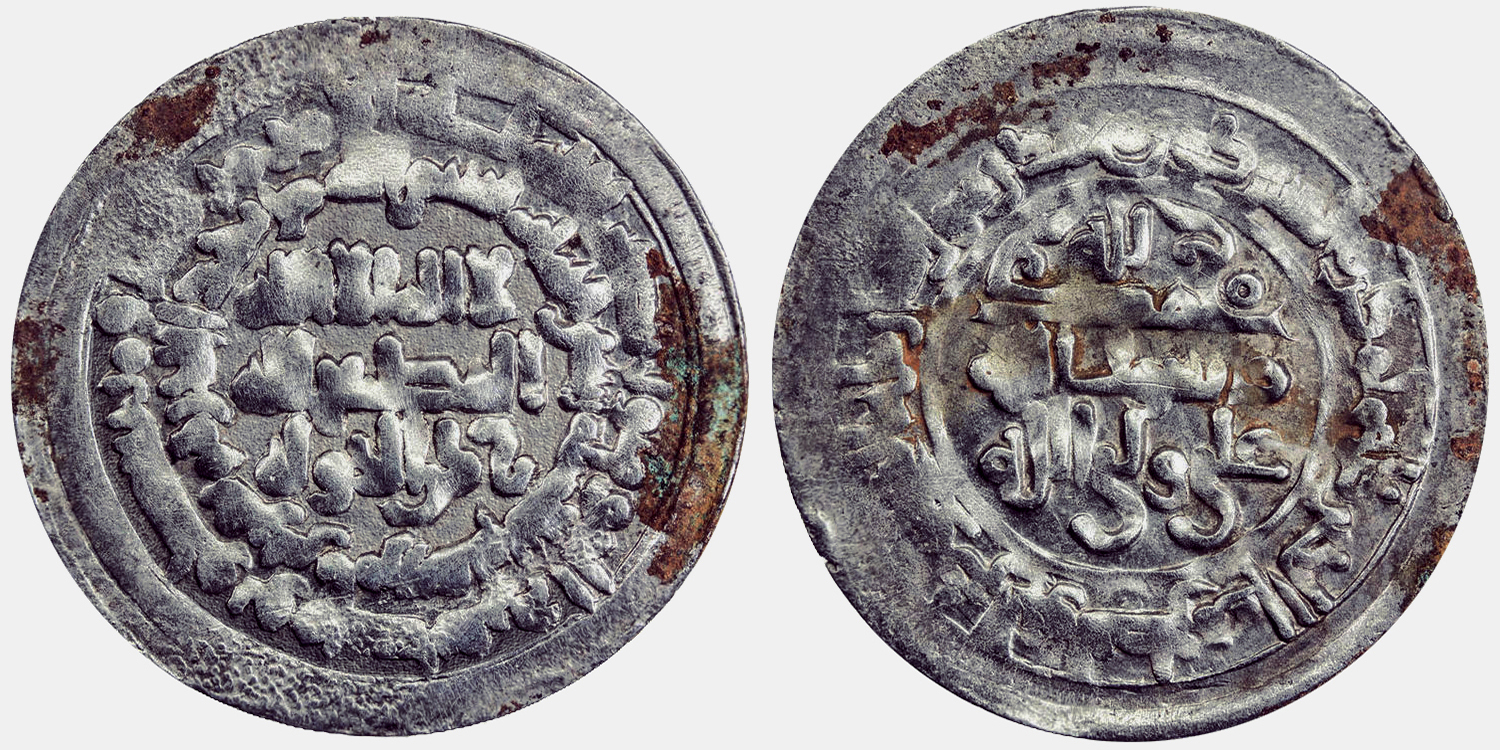
سکه درهم مربوط به سال ۳۶۰ ه‍.ش رستم بن شروین - ضرب «پـَریم» بنام رکن الدوله دیلمی

## نگارخانه

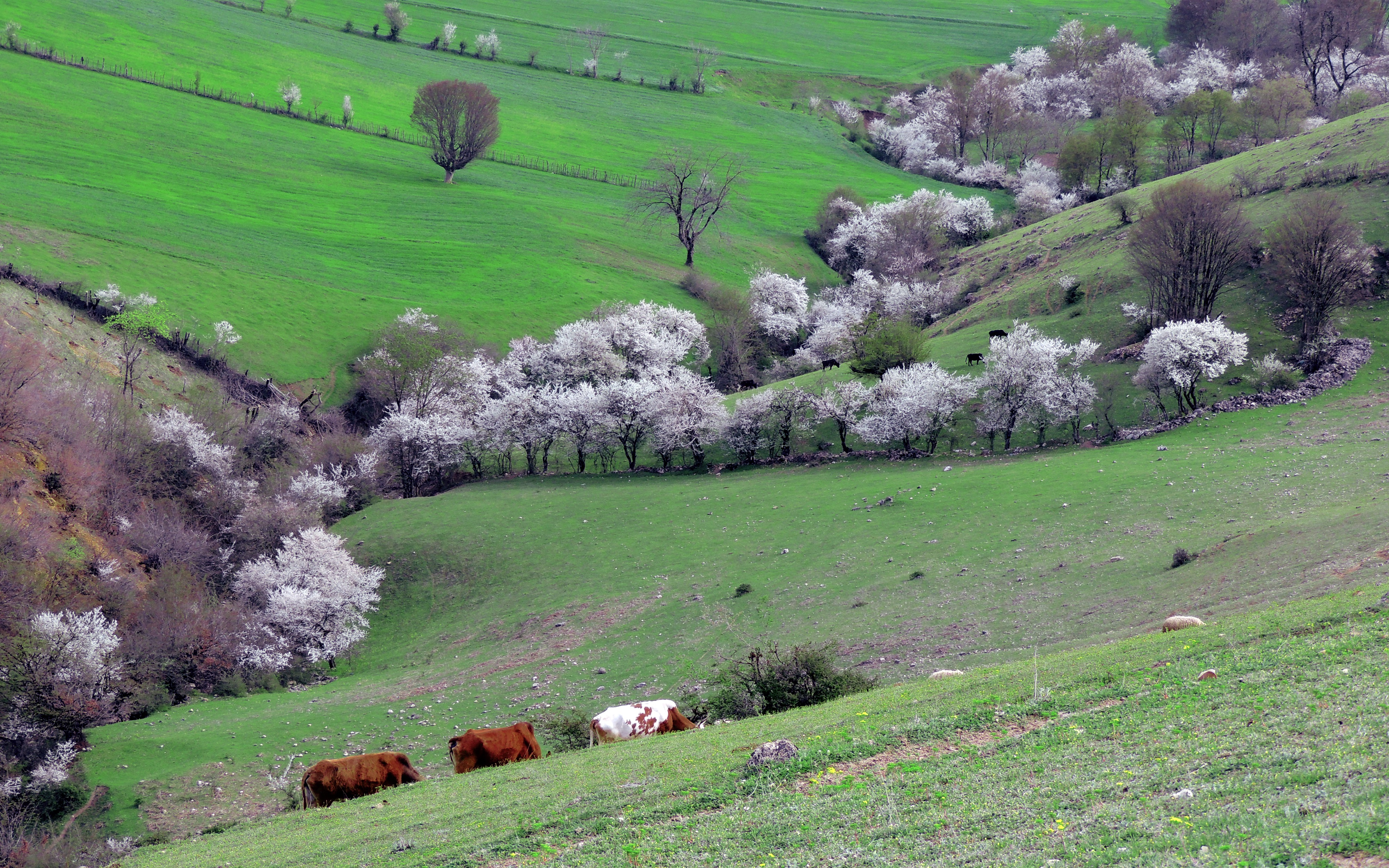
بهار پاشاکلاء
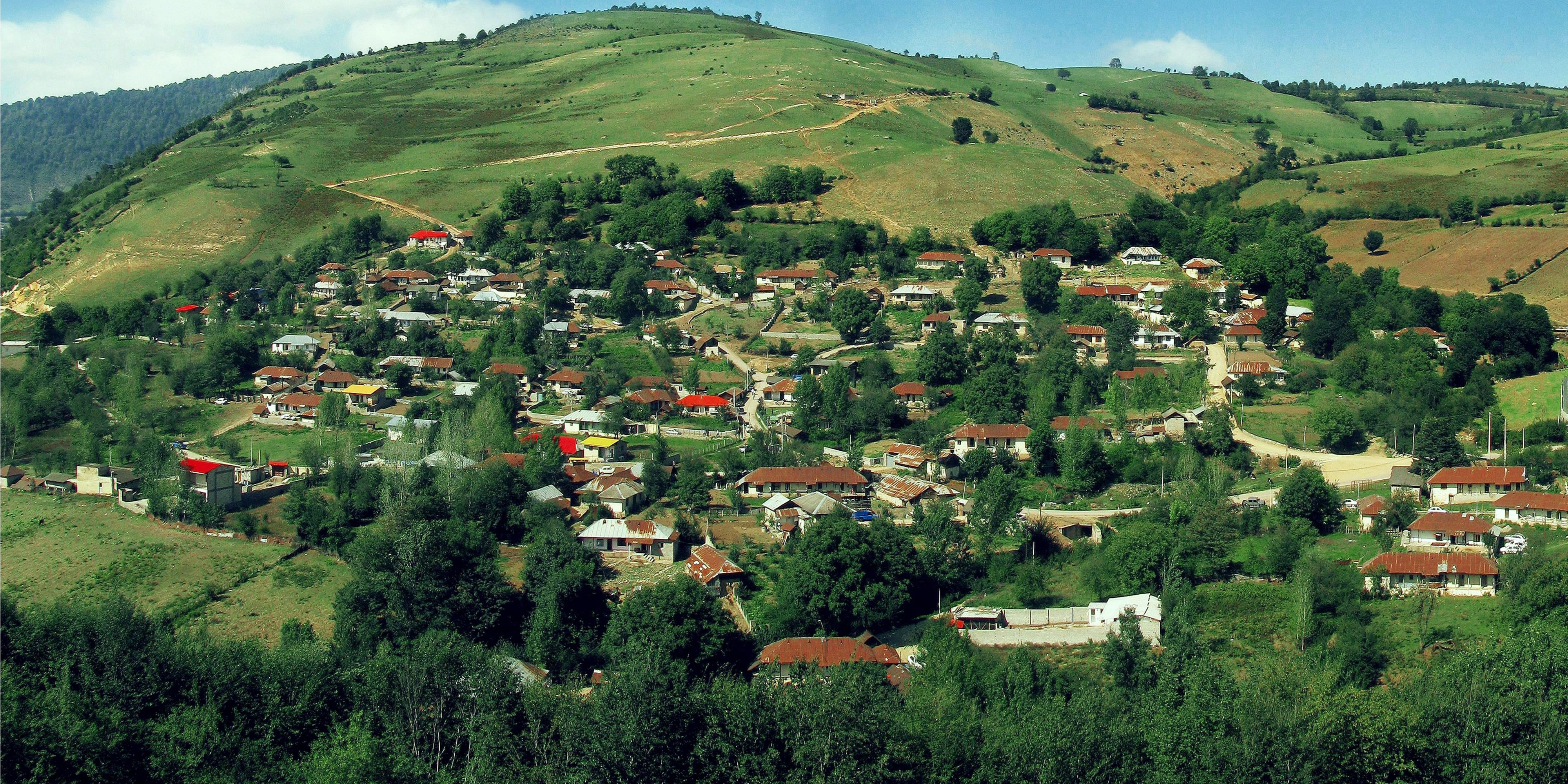
تابستان پاشاکلاء
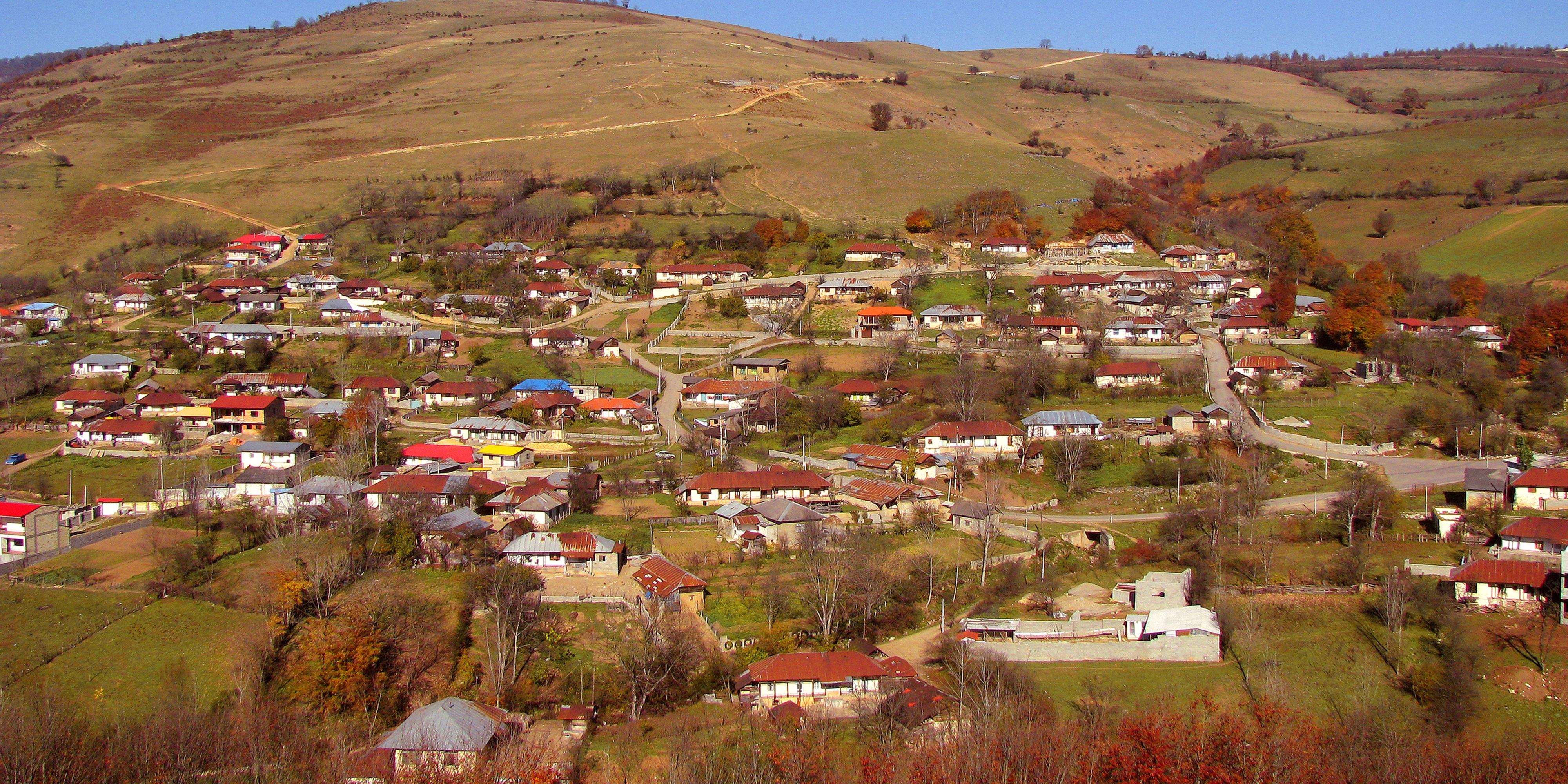
پاییز پاشاکلاء
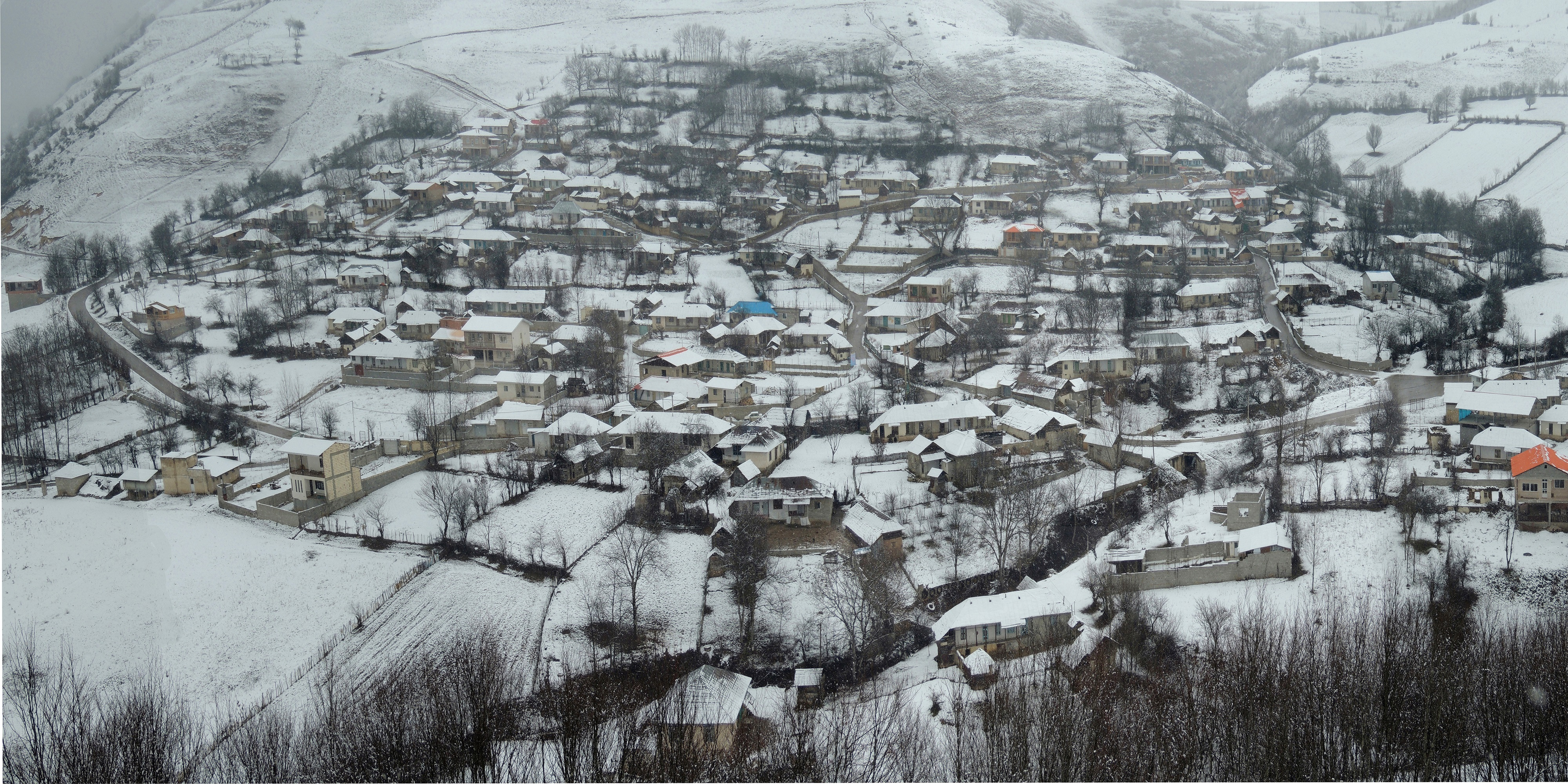
زمستان پاشاکلاء
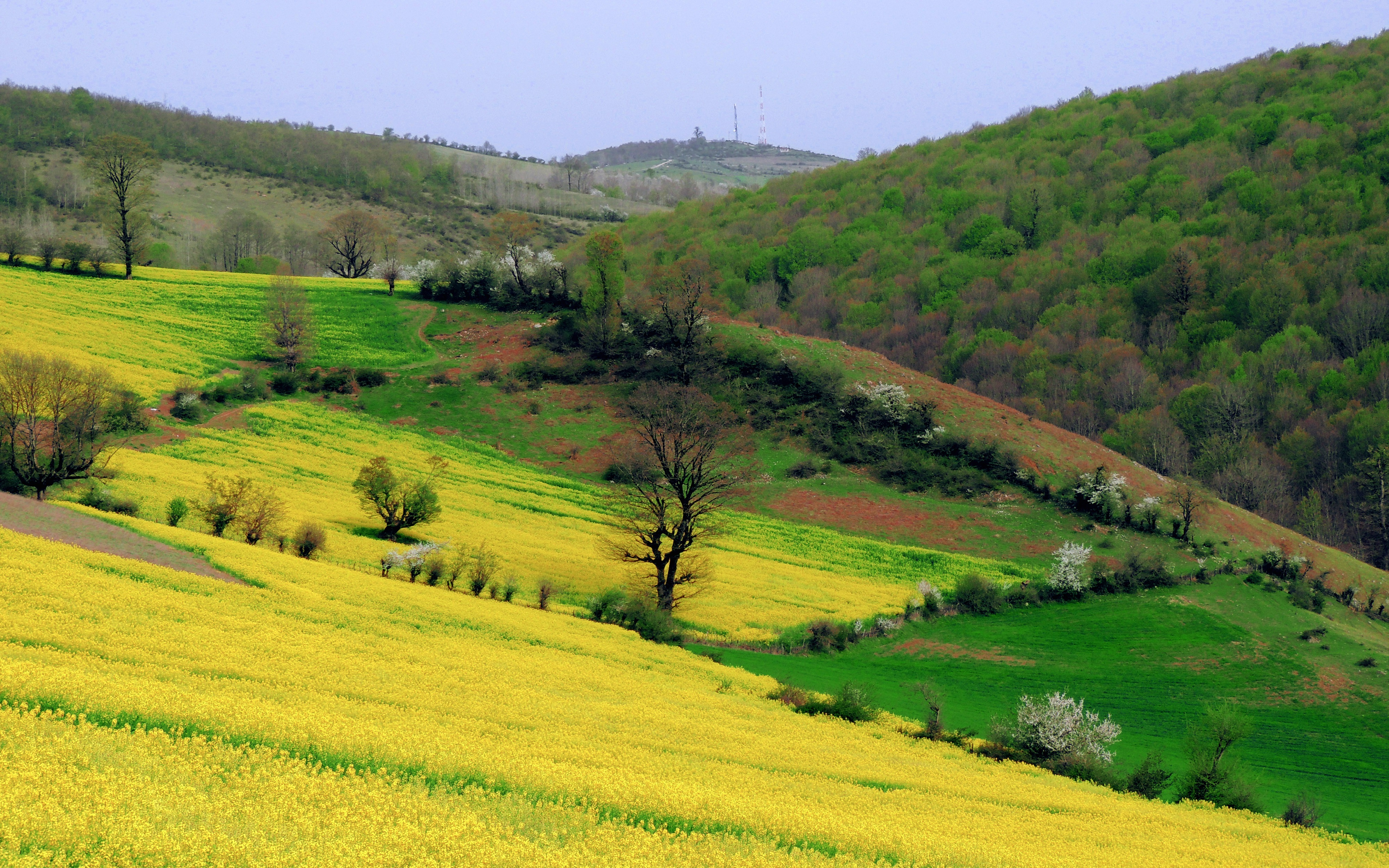
طبیعت پاشاکلا